# Conus muriculatus
Conus muriculatus ist der Artname einer Schnecke aus der Familie der Kegelschnecken (Gattung Conus), die im Indopazifik verbreitet ist und sich von Vielborstern ernährt. Conus sugillatus ist laut Alan J. Kohn eine Form dieser Art.

## Merkmale
Conus muriculatus trägt ein kleines bis mäßig kleines, mäßig festes bis festes Schneckenhaus, das bei ausgewachsenen Schnecken 2,3 bis 3 cm Länge erreicht. Der Körperumgang ist kegelförmig, der Umriss zur Schulter hin wechselnd konvex und zur Basis hin gerade. Die Schulter ist gewinkelt und glatt bis stark mit Tuberkeln besetzt. Das Gewinde ist niedrig bis mittelhoch, sein Umriss leicht konkav bis leicht konvex. Der Protoconch hat etwa dreieinhalb Umgänge und misst maximal 0,7 bis 0,8 mm. Die ersten Umgänge des Teleoconchs sind glatt, die späteren glatt, wellig oder mit Tuberkeln besetzt. Die Nahtrampen des Teleoconchs sind flach bis schwach konkav mit 1 auf 3 bis 4 zunehmenden spiraligen Rillen. Der Körperumgang ist mit spiralig verlaufenden, glatten Rippen an der Basis bis stark gekörnten Rippen über die ganze Fläche überzogen.
Die Grundfarbe des Gehäuses ist weiß bis gräulich-weiß und oft mit bläulichen Schatten unterlegt. Der Körperumgang weist typischerweise beiderseits der Mitte je eine wechselnd breite, gelblich-braune, bisweilen oliv eingefärbte spiralige Bande auf, die deutlich ausgeprägt oder auch hinfällig sein kann. Von der Basis bis an die Schulter heran erstrecken sich in wechselnder Anzahl und Anordnung gestrichelte und gepunktete oder durchgehende braune, spiralig verlaufende Linien. Die Basis, die siphonale Fasciole und der basale Abschnitt der Spindel sind dunkelbläulich oder bräunlich-violett. Die Umgänge des Protoconchs sind orange, die Nahtrampen des Teleoconche mit spärlichen oder zahlreichen braunen radialen Markierungen besetzt, manchmal aber ohne Zeichnung. Die Gehäusemündung ist an der Basis violett, im Übrigen ungefleckt, doch kann das Außenmuster innen durchscheinen.
Das dünne, etwas durchscheinende Periostracum ist gelblich-braun und auf dem Körperumgang in weiten Abständen mit spiraligen Reihen von Büscheln besetzt.
Die Oberseite des Fußes ist typischerweise rosa mit weißen und schwarzen Punkten, an den Enden rot, die Randzone mit radialen schwarz gepunkteten Linien. Die Fußsohle, das Rostrum, die Fühler und der Sipho sind rot mit weißen und schwarzen Punkten, der Sipho zudem in der Mitte mit einer zusätzlichen blassgrauen Bande.

## Verbreitung und Lebensraum
Conus muriculatus ist im Indopazifik von Madagaskar und Réunion bis an die Westküste Australiens sowie von Japan bis nach Neukaledonien, Fidschi und Französisch-Polynesien verbreitet. Er lebt in der Gezeitenzone und bis in Meerestiefen von etwa 70 m auf grobem Sand mit Algen und auf verschiedenen Untergründen von Riffen. Mancherorts tritt er nur unter der Gezeitenzone auf, so in Neukaledonien von 12 bis 40 m und den Marshall-Inseln bis in 70 m Tiefe.

## Entwicklungszyklus
Wie alle Kegelschnecken ist Conus muriculatus getrenntgeschlechtlich, und das Männchen begattet das Weibchen mit seinem Penis. In Broadhurst Reef vor Townsville (Queensland) legten Weibchen ihre Eier unter Korallengeröll in 10 m Meerestiefe ab. Im Aquarium wurden Eikapseln in Vierergruppen abgelegt. Die Eier in den Eikapseln entwickeln sich zu Veliger-Larven, die nach einer frei schwimmenden Phase als planktonfressendes Zooplankton niedersinken und zu kriechenden Schnecken metamorphosieren.

## Ernährung
Die Beute von Conus muriculatus besteht aus Vielborstern, die er mit seinen Radulazähnen sticht und mithilfe des Gifts aus seiner Giftdrüse immobilisiert. Die Beutetiere stammen größtenteils aus den Familien Eunicidae und Nereididae.